# شهرستان قونغیرات
ناحیهٔ قونغیرات (به ازبکی: Qoʻngʻirot tumani، قۉنغیرات تومنی)(به قره‌قالپاقی: Qońırat rayonı، قوڭىُرات رایونىُ) یک شهرستان در ازبکستان است که در قره‌قالپاقستان واقع شده‌است. ناحیه قونغیرات ۱۳۶٬۰۰۰ نفر جمعیت دارد.
این ناحیه از نظر مساحت، وسیع‌ترین ناحیهٔ ازبکستان می باشد، با مساحتی بزرگتر از سایر ولایات ازبکستان (بجز ولایت نوایی)، با مساحتی معادل ۷۶٬۰۰۰ کیلومتر مربع، مساحتی حدودا برابر با مساحت کشورهای جمهوری چک یا پاناما.